# Senegaltoko
Senegaltoko (Tockus kempi) är en fågel i familjen näshornsfåglar inom ordningen härfåglar och näshornsfåglar.

## Utseende och läte
Senegaltokon är en rätt liten och slank näshornsfågel med lång stjärt. Noterbart är röd näbb, mörkt öga med svart bar hud runt om och kraftigt fläckad rygg. I flykten är vita fläckar på vingarna och stjärtens yttre del tydliga. Lätet består av en serie klubckande som inleds med enstaka toner, för att senare öka i ljudstyrka och övergå i dubblerade toner. Arten liknar nordlig rödnäbbstoko, men denna har ljus bar hud runt ögat istället för svart.

## Utbredning och systematik
Fågeln förekommer från Senegambia till Mali och Nigers inre delta. Tidigare ingick senegaltoko i komplexet rödnäbbad toko vars fem taxon; kempi, erythrorhynchus, ruahae, rufirostris och damarensis numera givits artstatus.

## Status
IUCN har ännu inte erkänt taxonet som art, varför deninte placeras i någon hotkategori.